# Suspended Looping Coaster
Suspended Looping Coaster, afgekort SLC, is een stalen achtbaanmodellengroep van het type omgekeerde achtbaan van de Nederlandse achtbaanfabrikant Vekoma. Wereldwijd zijn er al meer dan 40 SLC's gebouwd. 
De SLC is een gesloten baan met een kettingoptakeling.

## Modellen

### Prototype
De oudste SLC is Condor in Walibi Holland, die opende in mei 1994. Deze achtbaan kreeg de specifieke modelnaam SLC 662m Prototype mee en was dus een prototype voor de later gebouwde SLC's. Naast Condor in Walibi Holland is ook de in 1995 geopende achtbaan T3 in Kentucky Kingdom een SLC 662m Prototype.
Deze SLC heeft vijf inversies, bestaande uit de volgende baanelementen: een Roll Over, een Sidewinder en een Double In-Line Twist.
Het was de bedoeling dat deze baan met drie treinen zou rijden met elk tien wagons, waarin twee personen naast elkaar kunnen plaatsnemen. Dat zorgde echter voor problemen, waarop men besloot om de treinen in te korten tot 8 wagons. Ook werd er beslist om maar met twee treinen tegelijk te rijden. Desalniettemin werden er bij T3 toch drie treinen geleverd, maar deze hebben nooit alle drie tegelijk gereden. Oorspronkelijk waren deze treinen ook tien wagons lang, maar deze werden later ingekort tot 7 wagons. Bij de heropening van het park werden de oude treinen vervangen door één nieuwe trein, die niet afkomstig is van Vekoma.

### Standard
Na de tweede gebouwde SLC werd het prototype herzien en werden enkele kleine aanpassingen gedaan om het comfort van de berijders te verhogen. De eerste SLC 689m Standard opende in 1995. De baan verschilt niet zo veel van het prototype, en de inversies zijn dezelfde. De lift hill is ongeveer twee meter hoger, en de baan is zo'n 20 meter langer. Ook werd de baan licht aangepast zodat de treinen alsnog met tien wagons zouden kunnen rijden, zoals oorspronkelijk de bedoeling was bij het prototype.
Deze SLC 689m Standard is het meest verkochte model van alle SLC's. Meer dan de helft van de gebouwde SLC's zijn van dit standaardmodel. Een voorbeeld is de achtbaan Vampire in Walibi Belgium. De eerst gebouwde SLC van dit type was Flight Deck in Canada's Wonderland.

#### Extended w/Helix
De SLC 765m Extended w/Helix is een variant op de SLC 689m Standard. Hij heeft volledig dezelfde lay-out, maar op het eind van de rit is een helix toegevoegd. De eerste SLC van dit type opende in 1995 in Warner Bros. Movie World in Australië.
Een van deze banen rijdt met drie treinen in plaats van de gebruikelijke twee: Blue Tornado in Gardaland (Italië). Dat zorgt voor een capaciteit van 1.500 personen per uur.
Een voordeel van de helix is uiteraard dat de baan langer is, een nadeel ervan is dat de helix buiten het rechthoekige grondplan ligt. Voor deze SLC is dus beduidend meer plaats nodig dan voor de gewone SLC.

### Extended
De SLC 787m Extended is even hoog als het prototype, maar langer. Opvallend is dat dit model met slechts één trein rijdt. Dat zorgt voor een beduidend lagere capaciteit van personen die per uur de attractie kunnen berijden.
Er zijn op heden (2015) twee achtbanen van dit model gebouwd: Suspended Looping Coaster in Suzhou Amusement Land (China) en Vortex in Siam Park City (Thailand). De achtbaan uit China rijdt wél met twee treinen, maar stond oorspronkelijk in Jerudong Park Playground in Brunei (Zuidoost-Azië) onder de naam Pusing Lagi. Daar reed hij ook met één trein. Deze banen zijn gebouwd in respectievelijk 1997 en 2007, de verplaatsing van de eerste gebeurde in 2003.

### Shenlin
De SLC Shenlin is een gestandaardiseerde variant op de SLC met andere inversies, een kortere lay-out en een hogere lift hill. De eerste Shenlin opende in 2002 als Snow Mountain Flying Dragon in het Chinese Happy Valley.
De inversies van de SLC Shenlin zijn in volgorde een looping, een cobra roll (waarbij de trein twee keer over de kop gaat) en een zero-g-roll. Snow Mountain Flying Dragoon is de achtbaan met de eerste zero-g-roll van Vekoma.

#### Shenlin w/Helix
Ook van de Shenlin bestaat een verlengde versie met een helix op het eind van de rit.

### Custom
Tot slot biedt Vekoma ook custom SLC coasters aan. dat betekent dat het park dat de baan bestelt, in plaats van een standaard model aan te kopen, ook kan beslissen om zelf te kiezen welke inversies er in de baan moeten, en hoe lang, hoe hoog en hoe snel deze baan moet worden. Dit zijn dus achtbanen van het type SLC die niet een van de vaste aangeboden modellen zijn.